# 新莊楊貢之亂
新莊楊貢之亂是戴潮春事件中新莊楊貢、桃園楊德源起兵響應戴潮春的起事行動，同治元年（1862年）農曆三月淡水同知秋曰覲在大墩烏日莊之役中陣亡，導致台灣北部爭相作亂，楊貢和楊德源遂於四月率部攻進艋舺縣丞署，最後楊德源被殺害，楊貢也被時任新莊縣丞郭志緯斬殺。

## 背景
咸豐十一年（1861年）辛酉冬，戴潮春事件領導人戴潮春開始結會倡亂。台灣道孔昭慈奉檄時任淡水同知秋曰覲帥師征討戴朝春，此為大墩烏日莊之役之始。但秋曰覲在同治元年（1862年）三月，於戰役中陣亡，導致台灣北部開始處於動亂之中。

## 交戰過程

### 葉春誘殺楊德源
同治元年（1862年）農曆四月，新莊楊貢，桃園楊德源起兵響應。楊德源原本擔任桃澗堡總理一職，因種種原因而被革職，他便成群結黨，搜刮富戶財產。枋橋（今新北市板橋區）富商、林本源家族成員林維讓、林維源兄弟對此非常擔憂，便與親戚林國芳的門客葉春討論如何征討楊德源。葉春將自己想出的計謀告知桃園的仕紳、耆老，允許讓楊德源再度擔任總理，還請艋舺縣丞郭志緯授予其木戳。楊德源十分開心，舉辦盛大的酒會慶祝，葉春命令狀士趁夜殺掉他，將其頭顱懸掛在枋橋城的西門之上。

### 郭志緯斬殺楊貢
另一方面，楊貢率眾攻入艋舺縣丞署，但被郭志緯所捕獲，將其斬殺，此戰役落幕。當時，鹿港聯莊戰役正進行中，但戴軍軍隊見到衝西坪至泉州街一帶的鄉勇，心生畏懼，又聽聞楊貢被殺的消息，便開始收兵撤退。

## 後續影響

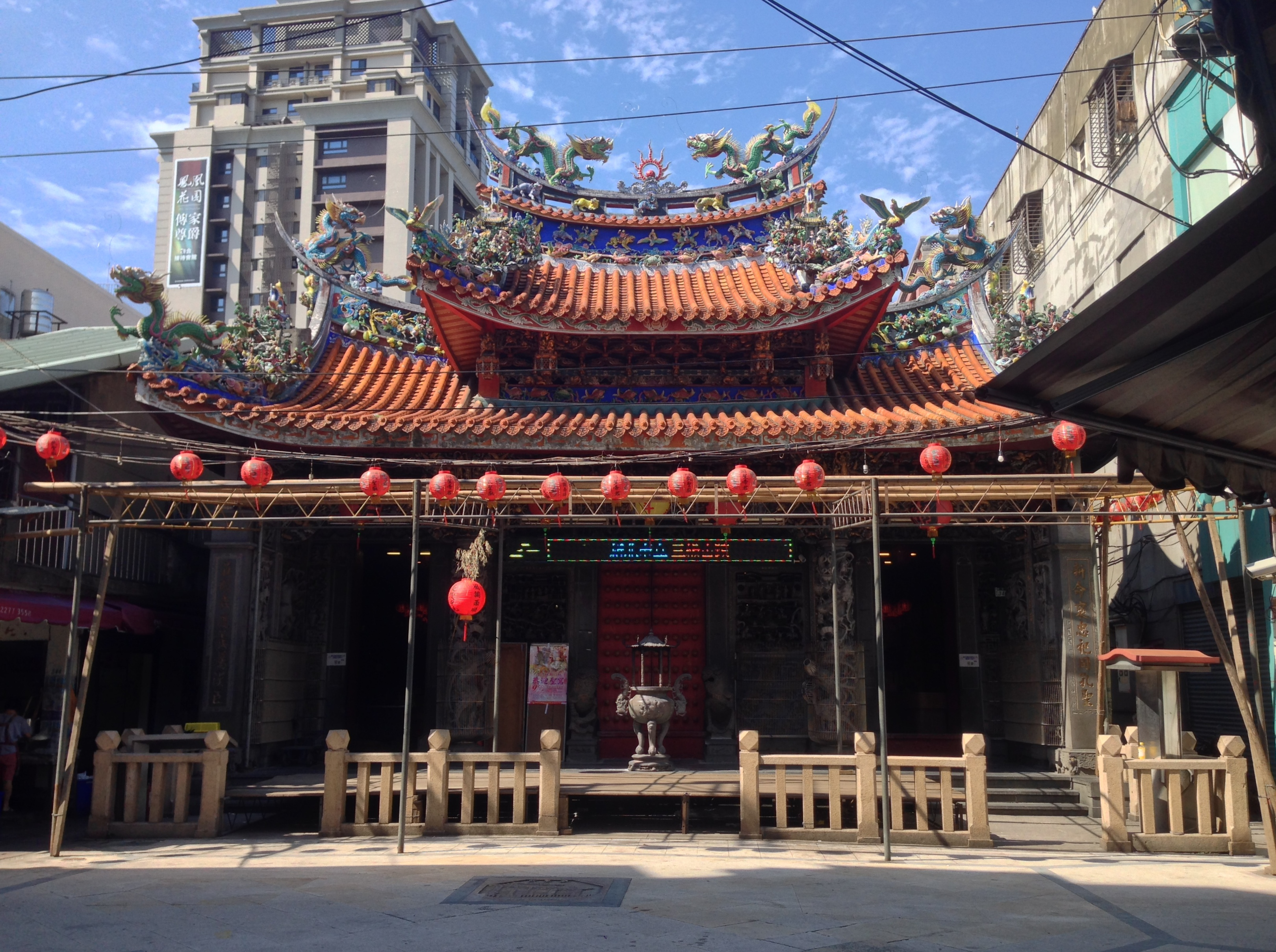
新莊武聖廟正面照

事件平定後，郭志緯因感念新莊武聖廟神靈庇佑，使地方肅靖，於是在同治元年（1862年）發起重修武聖廟，並由紳士高國瑞等人進行重修工程，於同治七年 ( 1868年 ) 竣工，並於後殿迴廊兩端豎立「重興武廟牌記」、「武廟置產功德牌記」兩塊木碑，以茲紀念。 

## 重興武廟碑記
| “ | 大哉夫子之神靈，其赫赫於天下久矣！豈獨淡之新庄然哉！ 新庄開闢歷今百有餘年，自乾隆二十五年間，董事胡焯猷等建立武廟一間於米市，此權輿託始之意也。春秋屢易，寒暑頻更，而當日之墻璧丹青不無剝落。迨道光元年，前分縣王會同紳士林平侯等鳩資董辦，因其舊址移圳填葢，擴為三進；高玉峰施舍廟前之地為香燈之資，葢巍巍乎稱巨觀云。 自是以來，街市大興，人民以庶幾為有名之區。而夫子之妥其靈者，又三十餘年。嗟乎！詎意有咸豐三年倏因分類，武廟遭燬，前之人民未幾而廖落矣！前之街市未幾而蕭條矣！噫嘻！分類之慘，何可勝言哉！ 緯於同治元年正月奉委署理新庄縣丞，肅瞻聖像，供奉於草屋之下；風雨飄淋，褻瀆孰甚！當諭紳耆捐資興脩，正在會議，不意彰屬戴逆滋事；淡廳秋公往剿遇害，大甲被陷，窜擾淡北、土匪蜂起。當斯時也，內有窺伺之賊，外無救援之兵，竟匪首楊貢率眾入署，意圖不軌，殆哉岌岌乎！所賴神靈護庇，一呼而街民響應，楊貢伏誅、群醜散逃，地方肅靖。葢夫子之默祐於淡疆，而淡疆之托福於夫子豈淺鮮哉！ 夫有事求禱於廟中，無事置之於度外；於理未順，於心奚安？用特首先捐廉以為之倡，並諭紳士高國瑞等董督其事，鳩工庀材；木從其堅、製從其樸，經之營之，於焉成之。 愿賴紳民人等樂業安居、和鄉睦里，勿以微嫌而習釁、勿以細故而生端，體君子有教無類之心、奉夫子俎豆馨香之報。庶幾神庥滋至，庇四境以相安；廟貌長存，歷千秋而不朽。是則緯之所厚望也夫！ 同治柒年陽月，署理新庄縣丞郭志緯撰、生員曾嵩年書、董事陳福助立。 | ” |